# Вонтут (національний парк)
 Національний парк Вонтут (англ. Vuntut National Park, фр. Parc national de Vuntut) — національний парк Канади, заснований в 1995 році, на території Юкону, на півночі межує з Національним парком Іввавік. Парк розташований на 50 км на північ від містечка Олд-Кроу.
У перекладі з мові Гвічін, Вонтут означає «між озерами».
Парк створений у 1995 році після підписання угоди між урядом Канади і індіанською общиною Гвічін.